# Église Saint-Raphaël de Saint-Raphaël (Dordogne)
Pour les articles homonymes, voir Église Saint-Raphaël.
L'église Saint-Raphaël est une église catholique située en France, à Saint-Raphaël, dans le département de la Dordogne.

## Localisation
L'église Saint-Raphaël est située dans le quart nord-est du département de la Dordogne, au cœur du bourg de Saint-Raphaël, sur les hauteurs entre la Loue au nord et l'Auvézère au sud.

## Historique

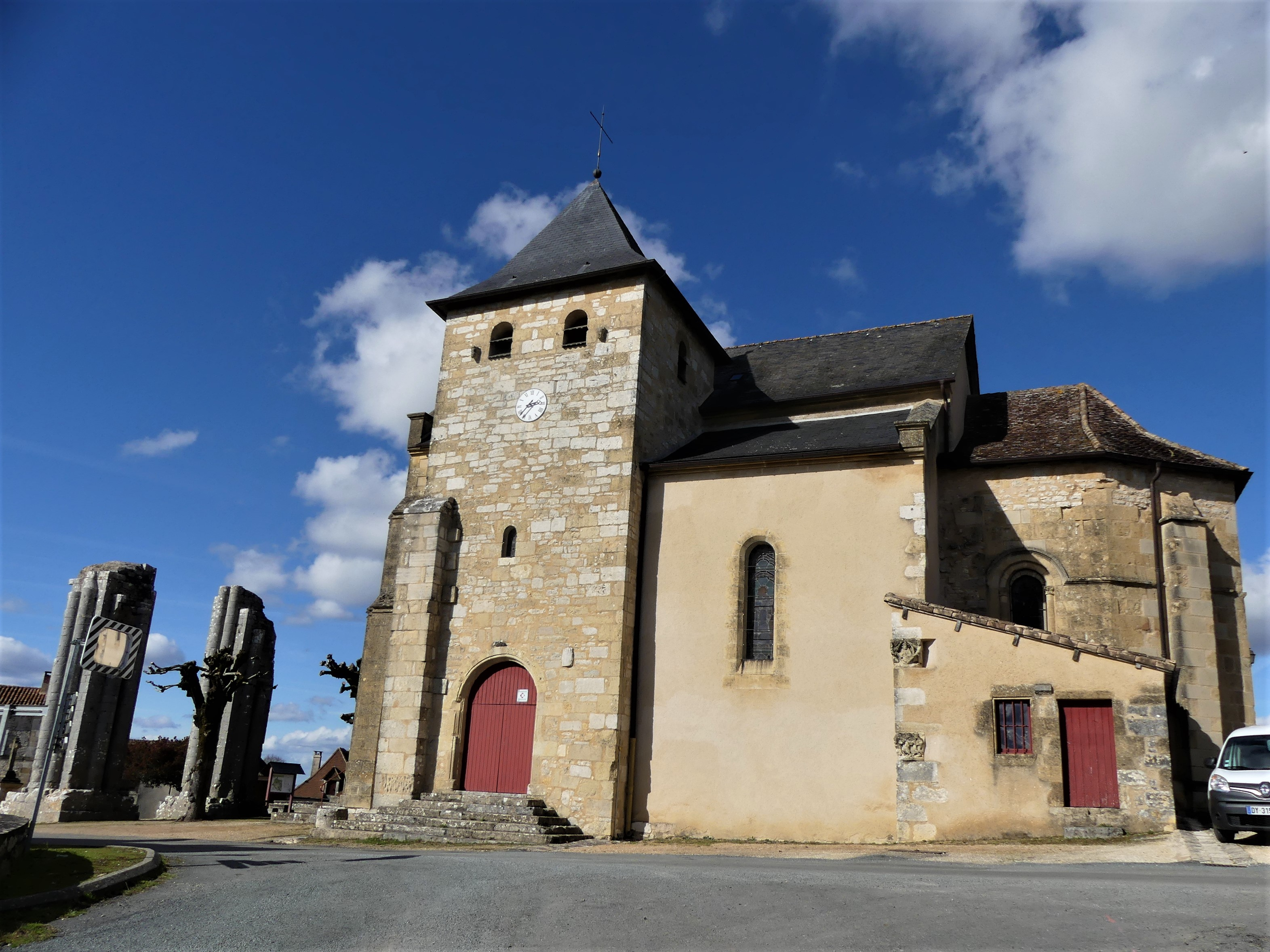
La façade sud.

La première mention écrite connue de l'église du lieu est relevée en l'an 1120 dans une bulle du pape Calixte II, sous la forme Ecclesiam S. Raphaëlis, archangeli, qui précise que l'église dépend de l'abbaye de Tourtoirac. Cette église était celle d'un prieuré bénédictin fondé au XIe siècle, identifié dans un pouillé du XIIIe siècle sous la forme Monasterium Sancti Raphaelis,.
Au XIVe siècle, la paroisse de Saint-Raphaël dépendait de la châtellenie d'Excideuil.
C'est probablement au cours de la guerre de Cent Ans que le prieuré est détruit.
D'importants travaux sont effectués aux alentours de 1889 (nouvelle nef avec conservation des murs existants du transept, de la sacristie et d'une travée), qui donnent à l'église son aspect actuel. Lors de ces travaux, des éléments de décor sculptés sont déposés et plusieurs d'entre eux disparaissent. En 1910, la commune engage une action en justice contre le curé de l'époque pour « avoir détourné 20 pierres sculptées datant du XIe siècle ».
L'église est inscrite partiellement au titre des monuments historiques en 1927 pour les « deux piliers de l'ancienne église et les deux chapiteaux encastrés dans le mur extérieur de la sacristie ».

## Architecture et décor
L'église est orientée est-ouest. À l'ouest, sur le parvis à une dizaine de mètres du portail occidental, subsistent les vestiges de deux énormes piliers montrant « des départs d'arcs-boutants » de style roman. Un second portail s'ouvre dans la façade sud, surmonté par le clocher carré. Ces deux portails sont précédés de quelques marches. La nef est bordée par deux bas-côtés. Le chœur, éclairé de trois baies, s'achève par un chevet pentagonal. Le chœur et l'avant-chœur présentent plusieurs chapiteaux sculptés. Lors de la campagne de rénovation de 2008 à 2013, des décors peints ont été dégagés dans le chœur.
Extérieurement, au sud-est, deux chapiteaux ont été encastrés dans le mur sud de la sacristie. Ils représentent le Christ en mandorle et l'Adoration des mages. En haut de la façade méridionale du clocher, deux têtes en console ont été ajoutées de part et d'autre des fenêtres supérieures.

## Mobilier
Plusieurs objets sont inscrits en date du 16 juin 1978 au titre des monuments historiques :
- un corbelet (petit corbeau) du XIe – XIIe siècle[12] ;
- deux objets datant de 1674 : une plaque commémorative sur laquelle figure l'inscription « LIMAGE. TIRE. DE (LA) – PEYRE RELIERE. PAR – LORDRE. DE. MRE IEAN – DEBETZ. CURE. DE – St RAPHAEL. 1674 »[13], accompagnée d’une petite statue représentant saint Victurnien[14], un ermite du Limousin[1] ; autrefois, jusqu'à la fin du XIXe siècle[6], ces objets étaient censés correspondre à saint Rémy, qui faisait l'objet le 1er octobre d'une dévotion attirant des milliers de pèlerins, venus chevaucher son tombeau, pour ses supposés bienfaits en matière de santé[1] ;
- une chaire du XVIIe siècle en bois de noyer[15] ;
- une cloche datant de 1753[16] ;
- quatre chandeliers d'autel du XVIIIe siècle en étain martelé[17] ;
- trois objets liturgiques en argent : un calice et une patène du XVIIIe siècle[18], ainsi qu'un ciboire du XIXe siècle[19].

À l'intérieur de la nef, un panneau rassemble quelques vestiges de l'ancienne église : chapiteaux ou fragments de chapiteaux, et fragments de frise. Ce panneau indique que plusieurs vestiges de sculptures, frises ou chapiteaux sont conservés dans des musées américains : le Williams College Museum of Art à Williamstown dans le Massachusetts, le Fogg Art Museum à Cambridge, également dans le Massachusetts, et le Philadelphia Museum of Art de Philadelphie, en Pennsylvanie.

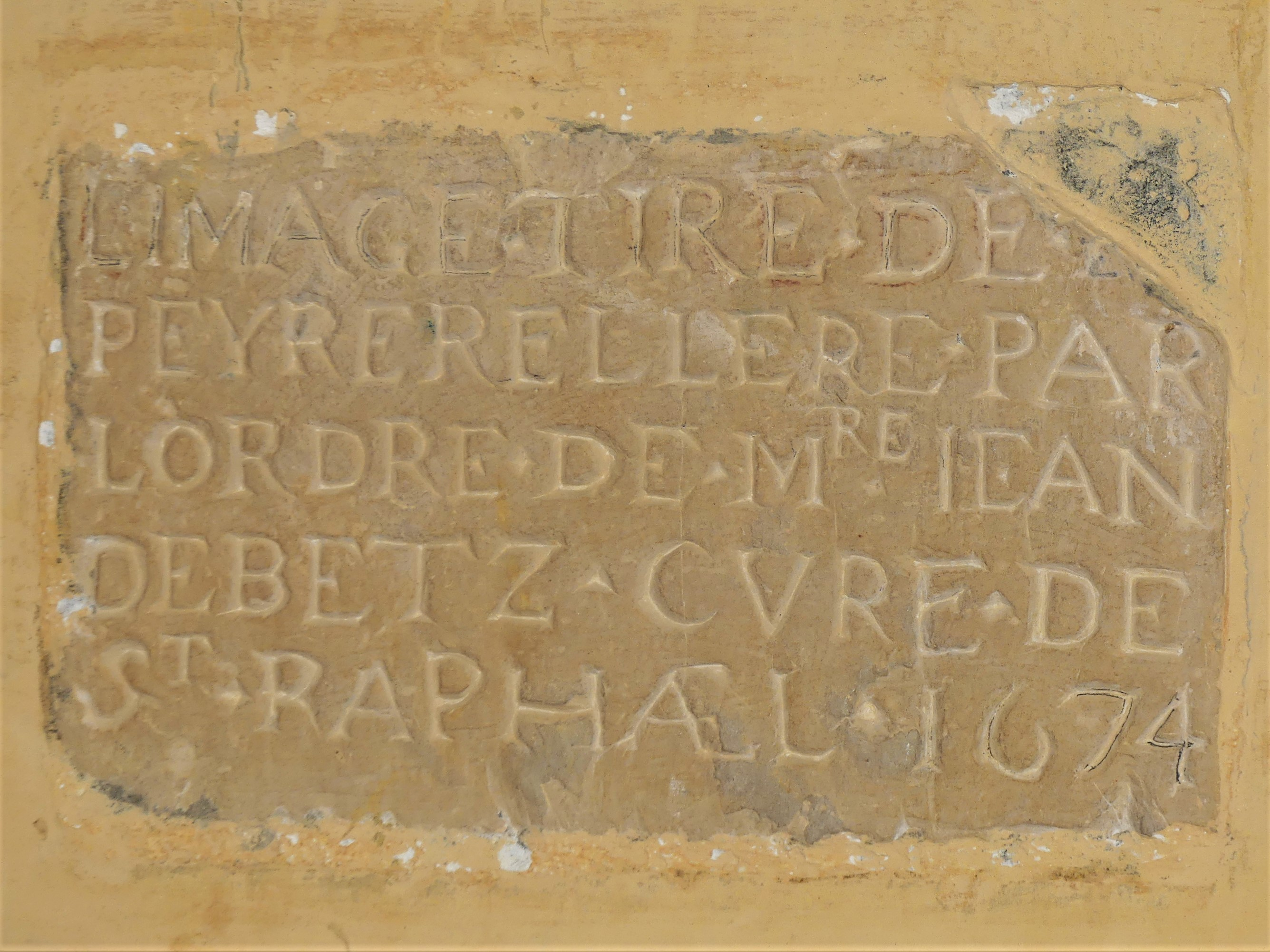
Plaque commémorative datée de 1674.
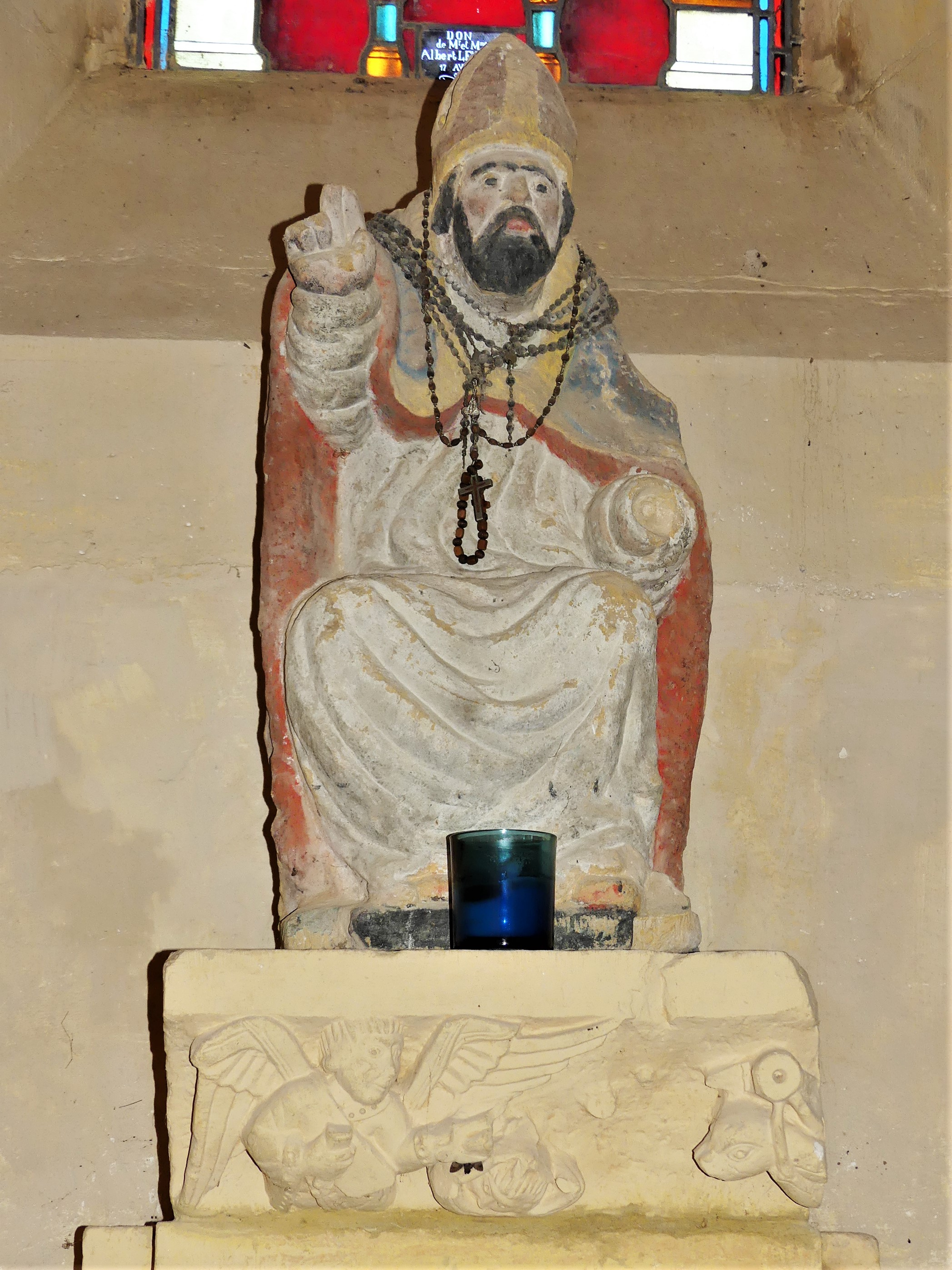
Statue représentant saint Victurnien.
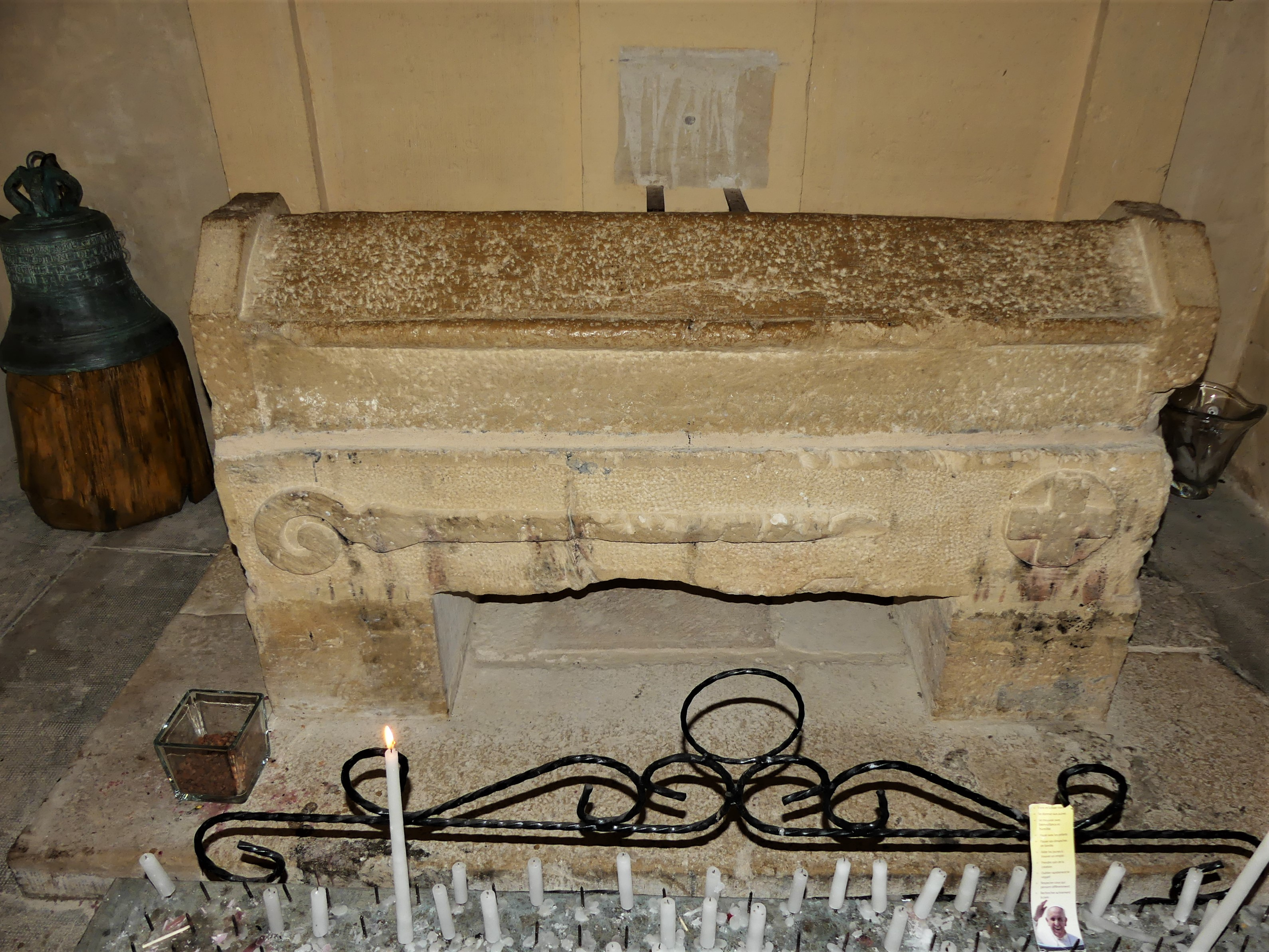
Tombeau de saint Victurnien.
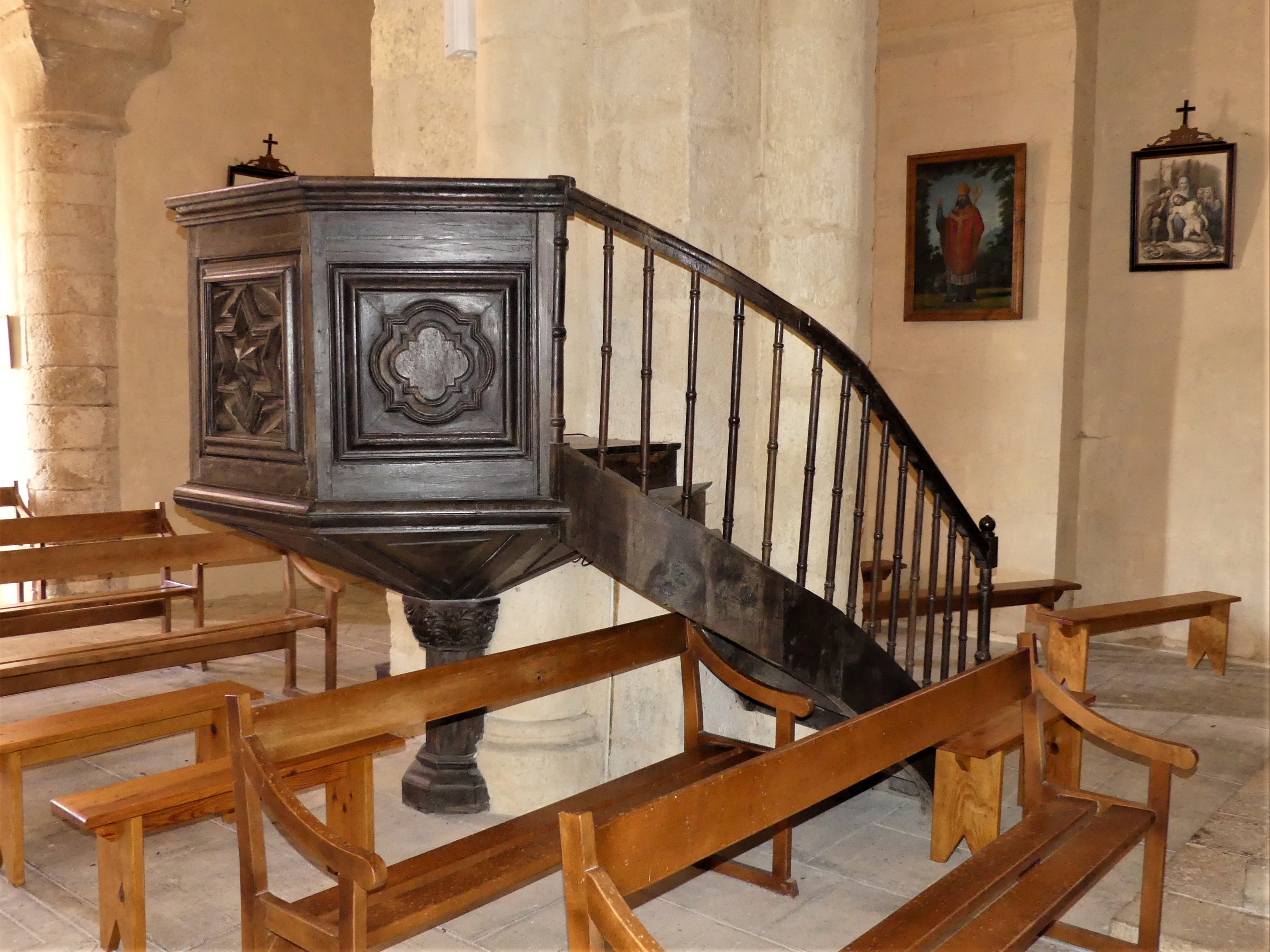
La chaire.
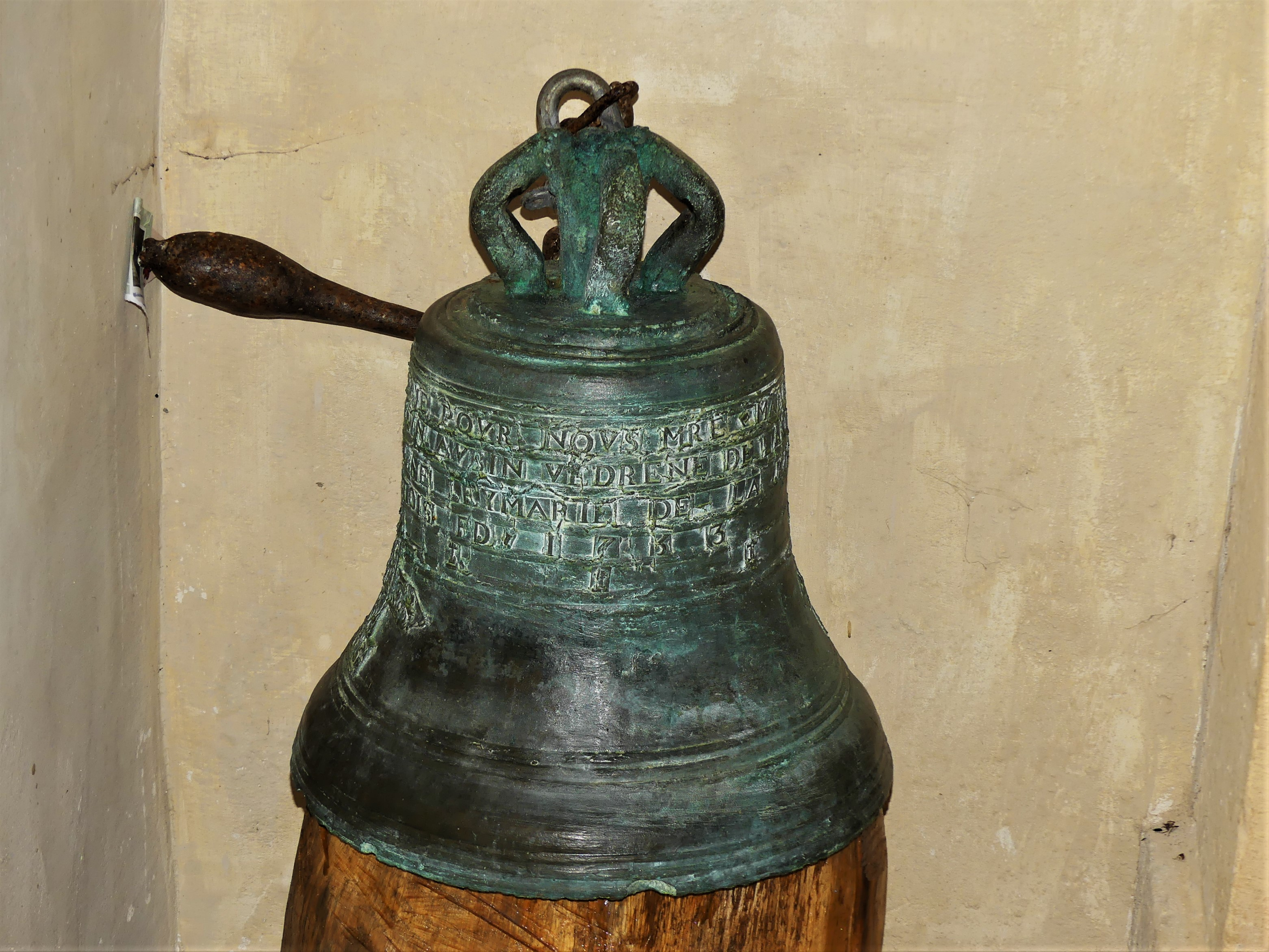
La cloche de 1753.
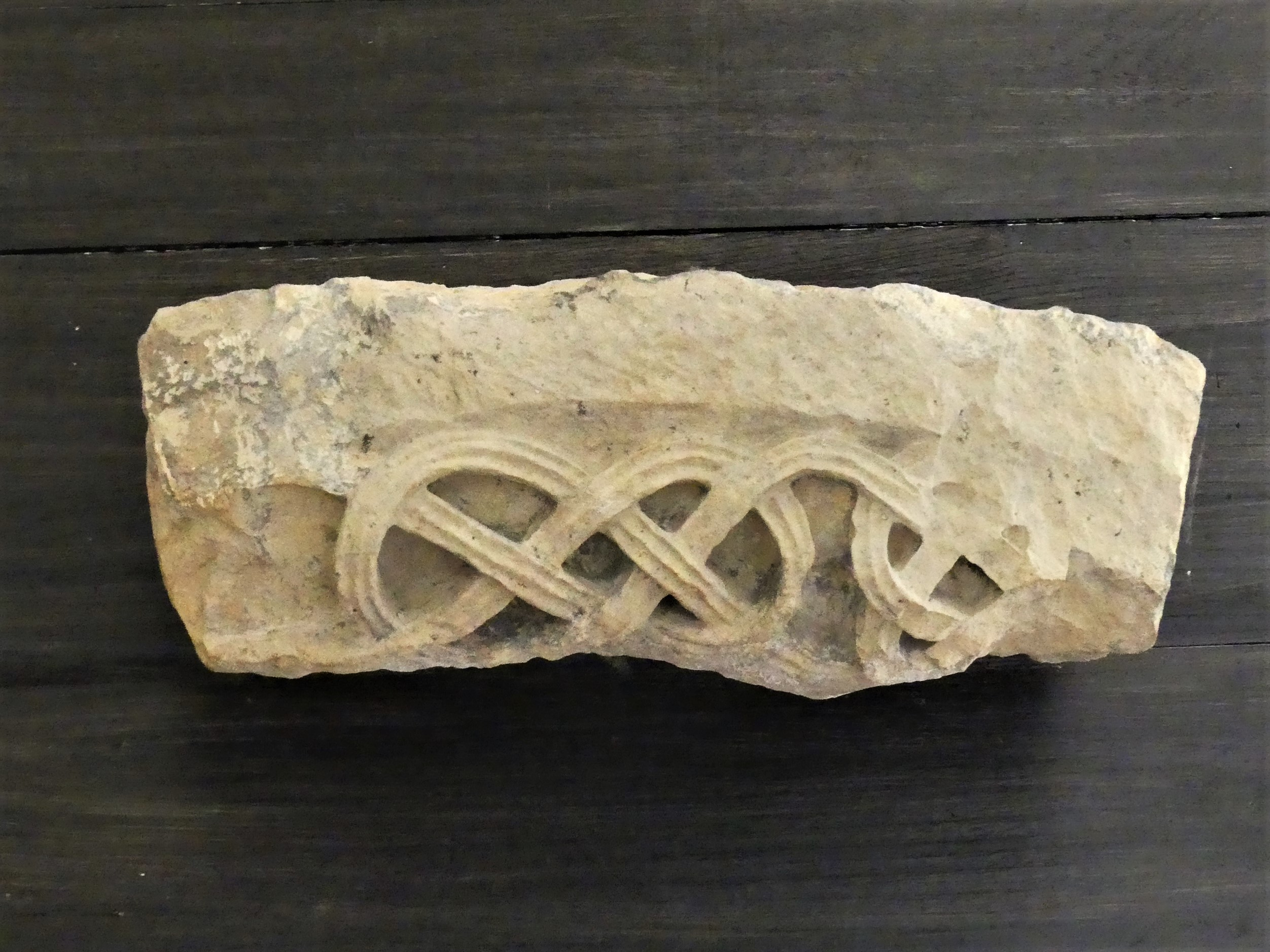
Fragment de frise sur le panneau à l'intérieur de la nef.

## Galerie

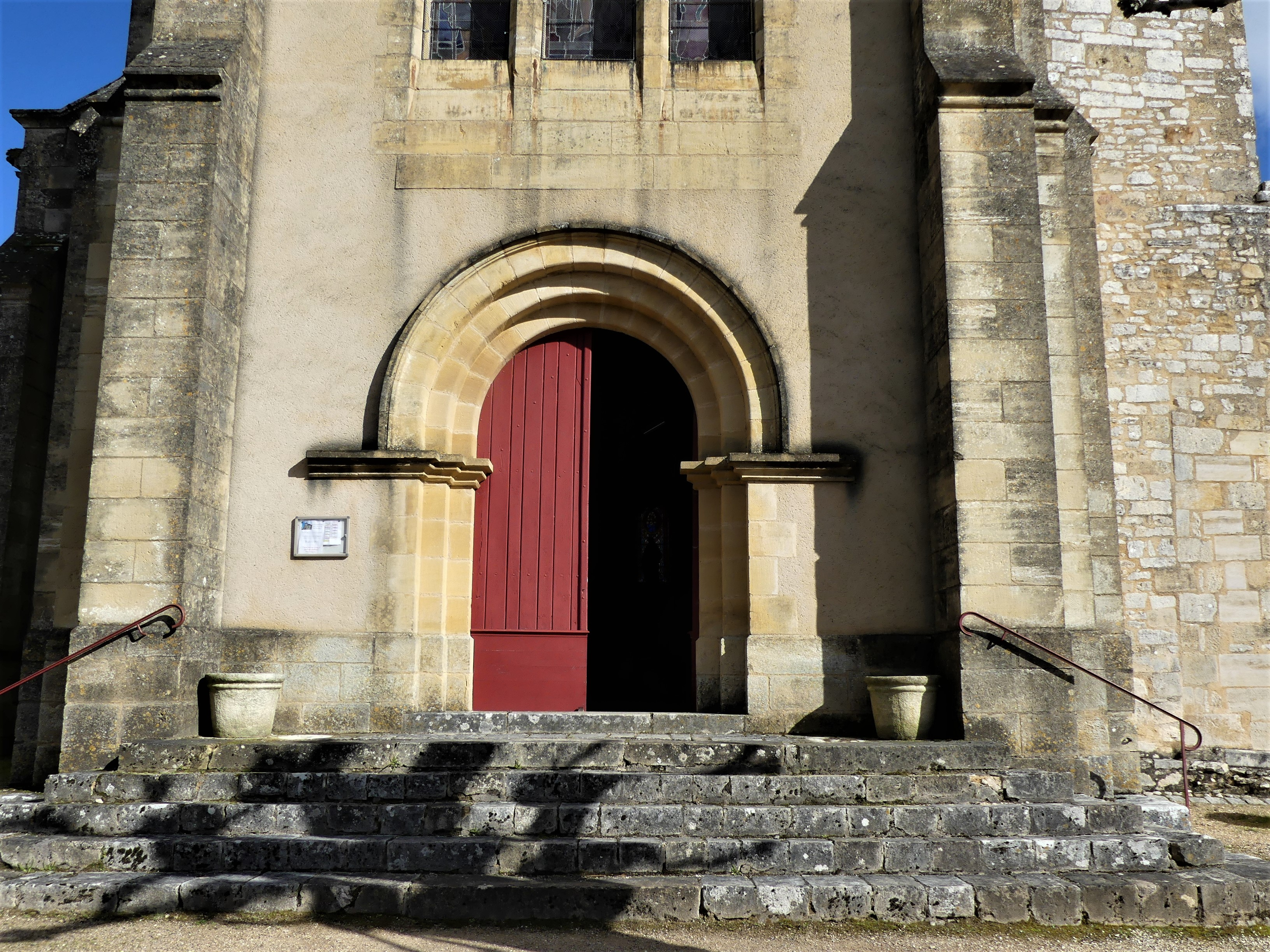
Le portail occidental.
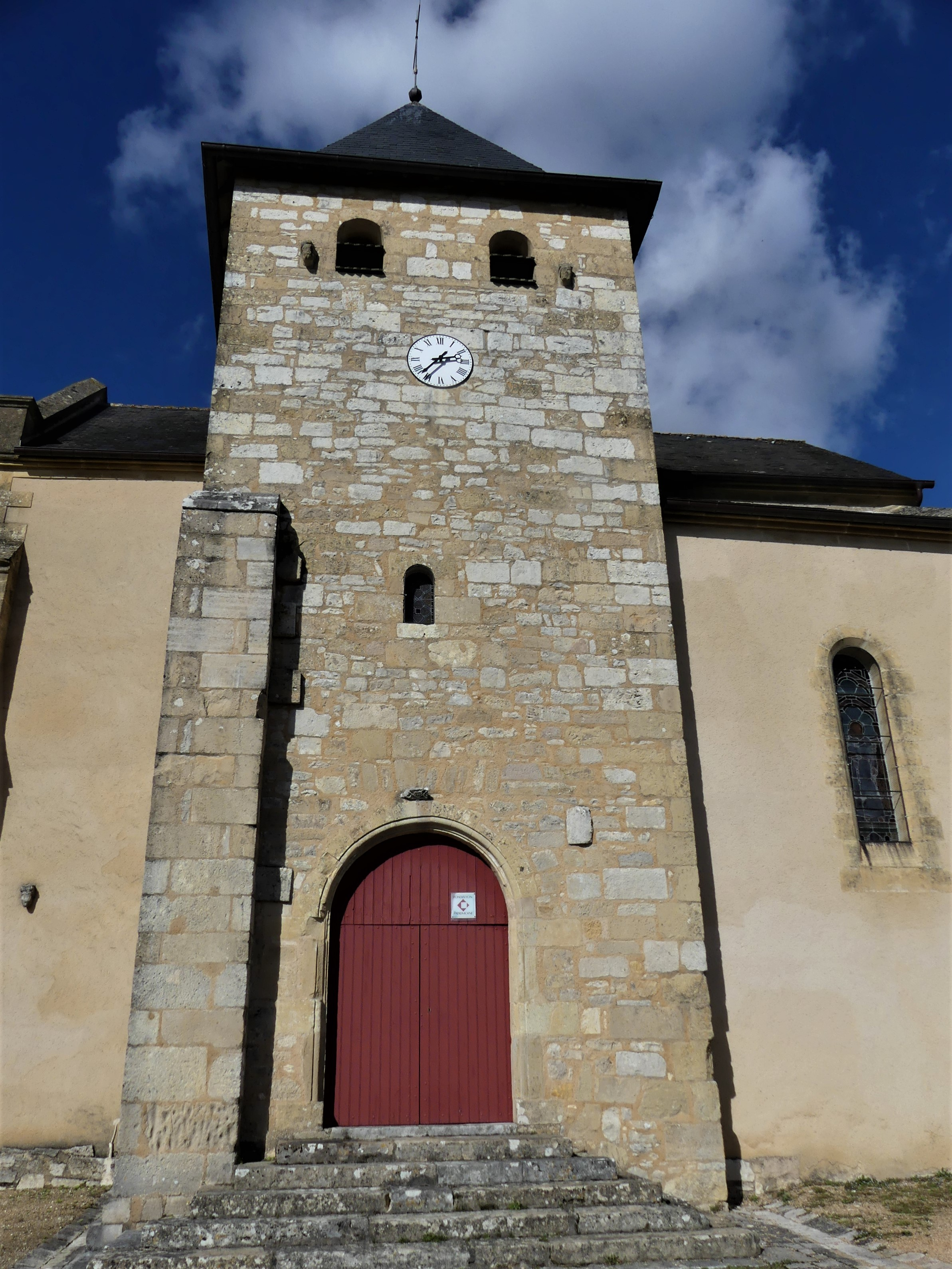
La façade sud du clocher.
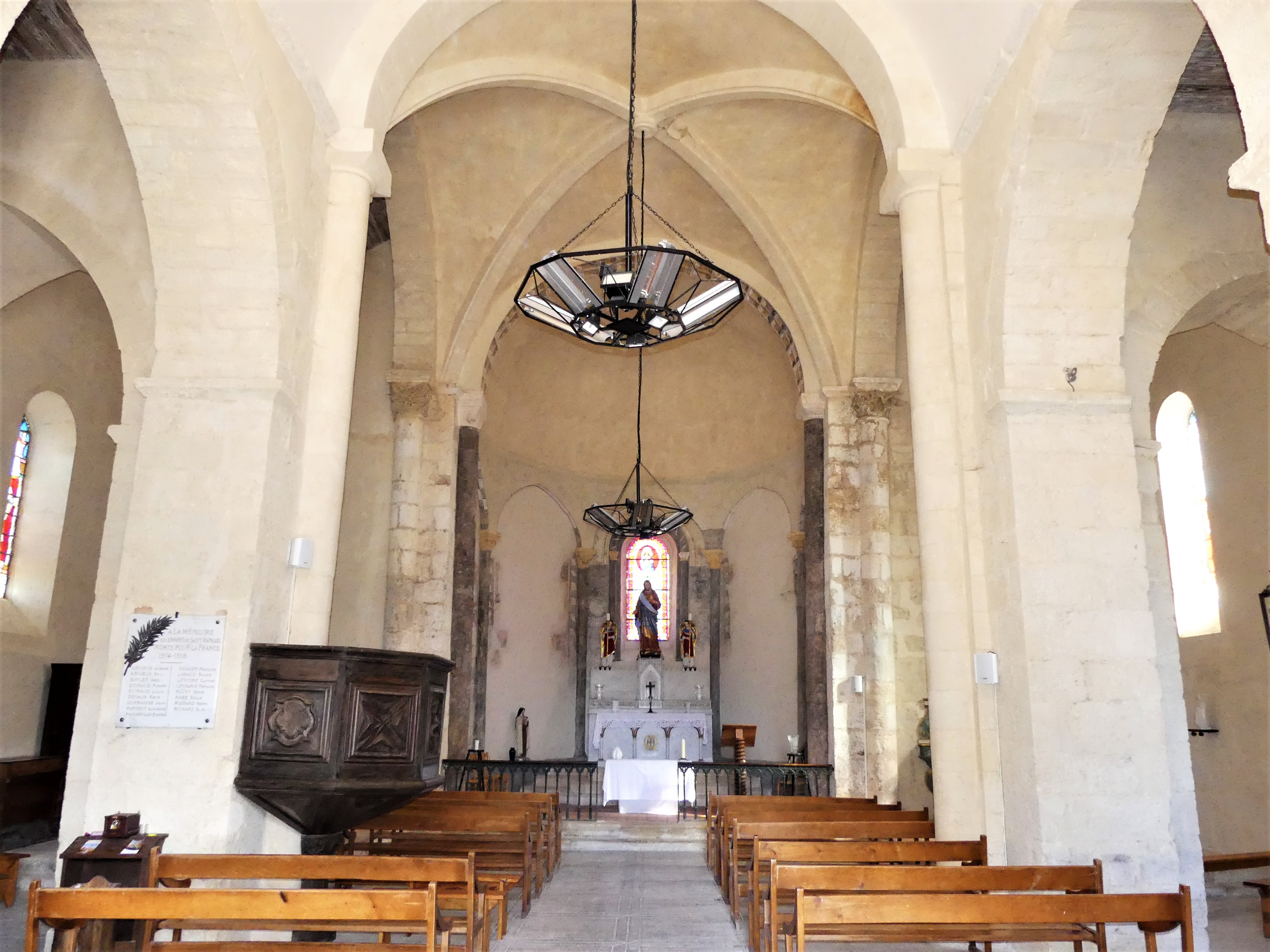
La nef.
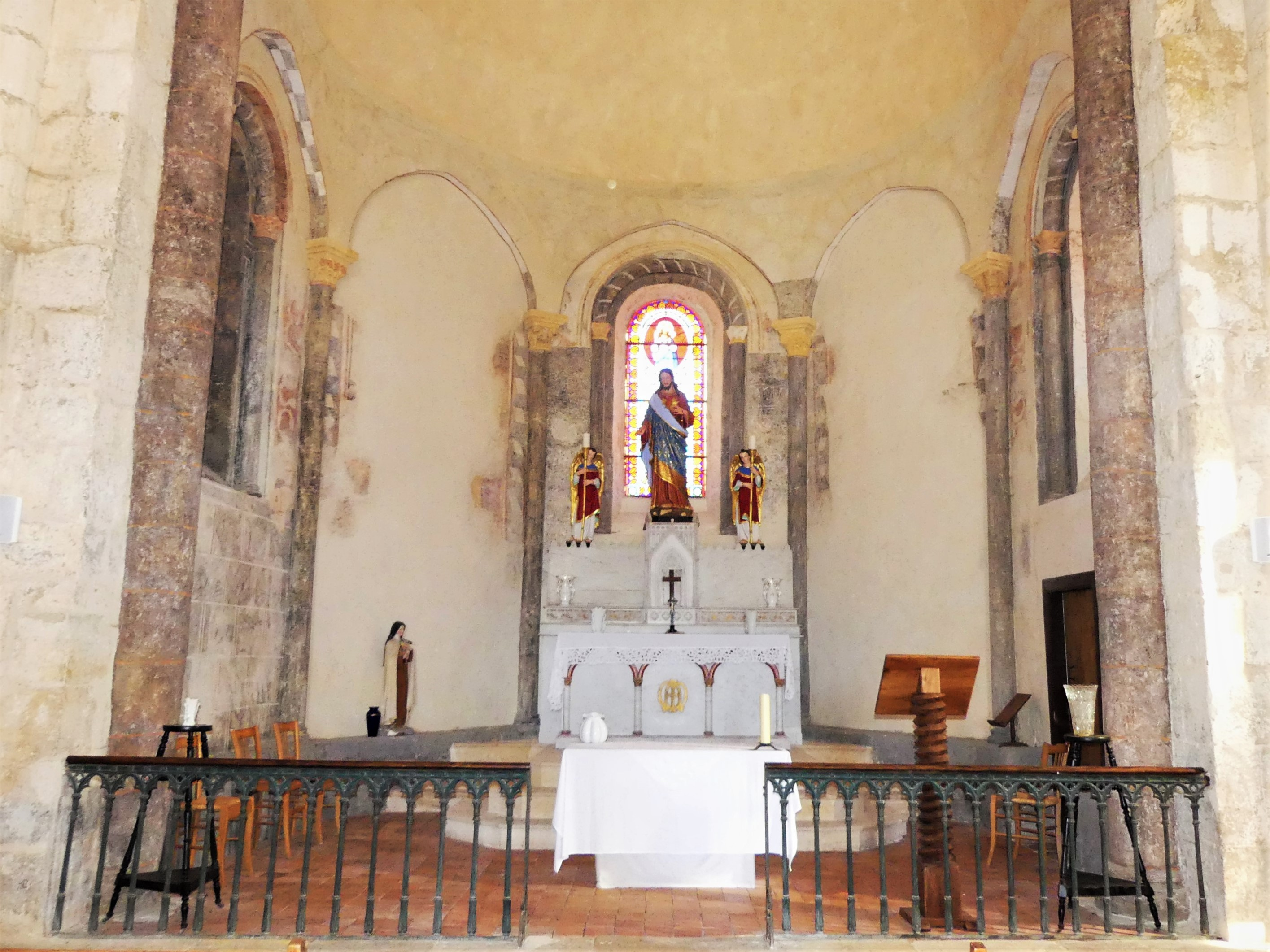
Le chœur.
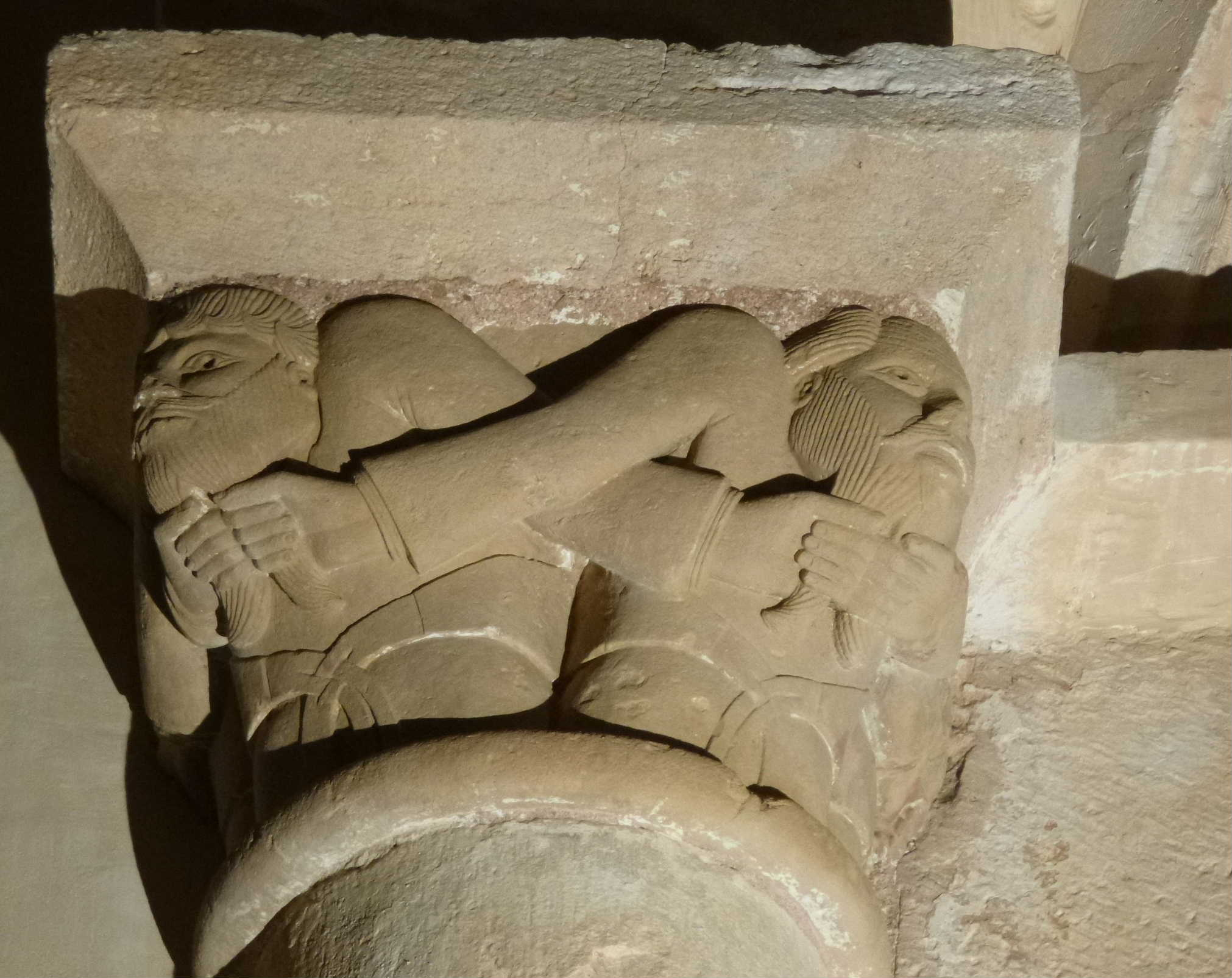
Un des chapiteaux de l'avant-chœur.
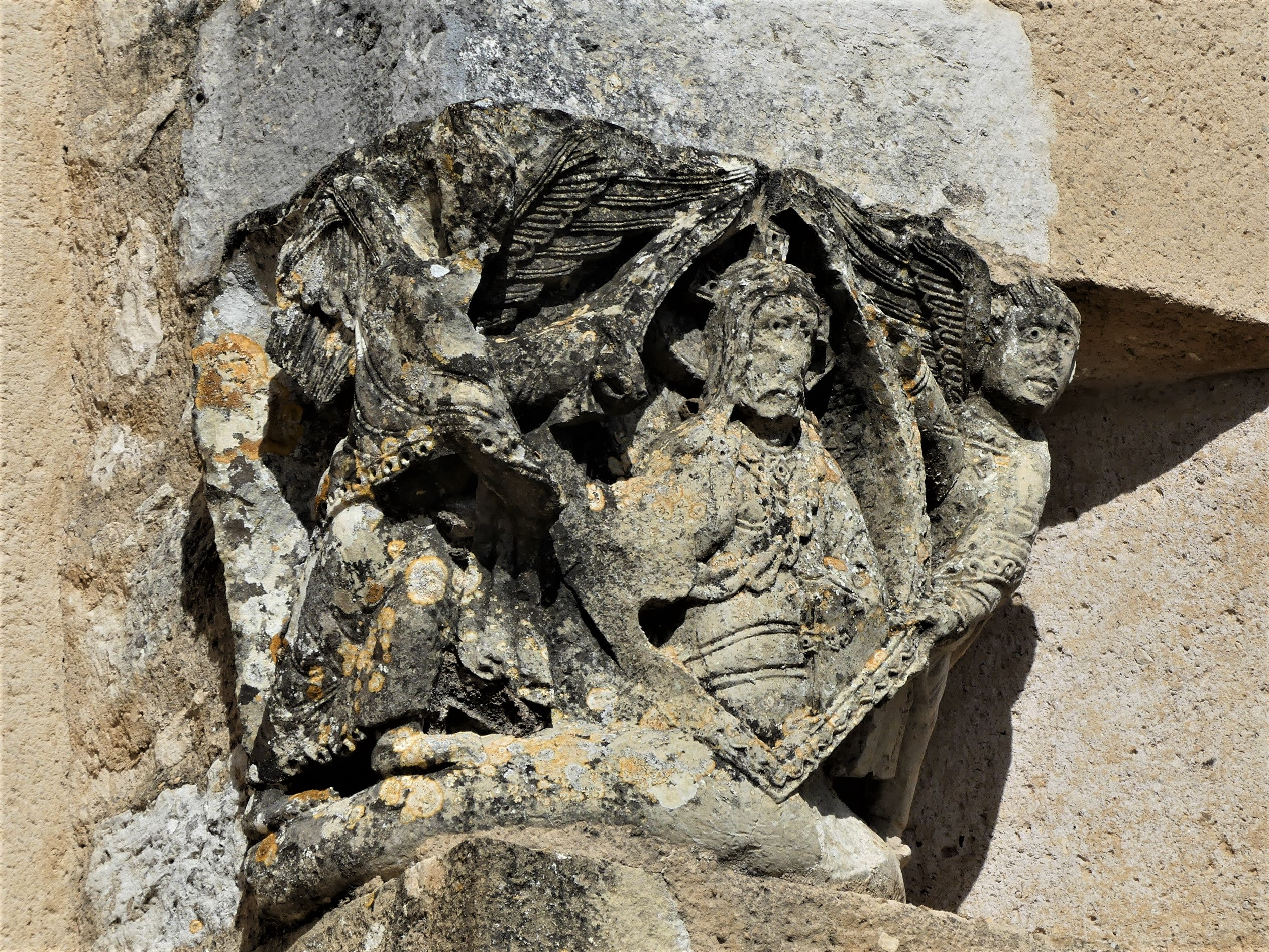
Chapiteau encastré dans le mur de la sacristie : Christ en mandorle entre deux anges.